# 胆実
胆実（たんじつ）とは、漢方医学で言う消化器系など全般の機能亢進によりおこる症状を言う。

## 概要
漢方医学では六腑のうち胆は五行思想で言う木を司る機能を指し、六臓で言えば肝臓、五官で言えば目、五体で言えば筋に相当するため胆の機能の亢進は（西欧医学で言う胆嚢の機能障害とは異なる）熟睡できなく眠りが浅い、疲れてやる気がなくなるなどがあらわれるとされる。漢方医学では
対処としては
鍼灸においては五行や東洋医学の治療方針の関係から五行では自経が実すれば、その子を瀉すとされており、この場合、木の気である胆が実すれば火の気である子の小腸を瀉せとされており、胆経の陽輔穴、小腸経の陽谷穴が用いられる。